# Spokeo, Inc. contra Robins
Spokeo, Inc. contra Robins, 578 U.S. 330 (2016), fue un caso de la Corte Suprema de los Estados Unidos en el que la Corte anuló y revocó una decisión de la Corte  de Apelaciones de los Estados Unidos para el Noveno Circuito alegando que el Noveno Circuito no había determinado correctamente si el demandante había sufrido un "daño real" al analizar si tenía legitimación procesal para presentar su caso ante una corte federal. La Corte no discutió si la "decisión final del Noveno Circuito - que Robins argumentó adecuadamente un daño - era correcta".

## Historial
Spokeo, Inc. administra un sitio web .com que ofrece un "mecanismo de búsqueda de personas" con el que sus usuarios pueden obtener informes  de consumidores detallados sobre personas concretas. En 2010, una acción colectiva demandó a Spokeo en la Corte de Distrito de los Estados Unidos para el Distrito Central de California, alegando violaciones de la Ley de Informes de Crédito Justos (FCRA). Thomas Robins, el demandante nombrado, declaró que estaba desempleado, mientras su perfil de Spokeo afirmaba falsamente que trabajaba en un campo profesional, tenía un título universitario, era un padre casado, gozaba de un alto nivel de riqueza, e incluía una edad y una fotografía de perfil falsas.  En enero de 2011, el juez Otis D. Wright II desestimó la demanda inicial por no alegar "ningún daño real o inminente", posteriormente Robins modificó su demanda invocando daños laborales, estrés y ansiedad.  En mayo de 2011, el juez Wright consideró que Robins había alegado de hecho un daño real, y luego revocó su decisión y desestimó el caso por falta de legitimación procesal después de que Spokeo presentara un recurso de apelación. : 438 
En junio de 2012, Spokeo acordó pagar 800.000 dólares para resolver otra demanda por incumplimiento de la FCRA presentada por la Comisión Federal de Comercio.
En febrero de 2014, un panel unánime de la Corte de Apelaciones del Noveno Circuito de los Estados Unidos revocó la decisión del juez Wright de desestimar el caso, ordenando que se llevara a cabo un nuevo juicio. El juez Diarmuid O'Scannlain, junto con los jueces Susan P. Graber y Carlos Bea, sostuvieron que Robins había alegado suficientes daños para demostrar su legitimación, ya que la Ley de Informe Crediticio Justo (FCRA) protege derechos individuales en lugar de derechos colectivos. Robins presentó la demanda alegando la violación de sus propios derechos estatutarios. En una nota al pie de la página, la Corte especificó que no era necesario considerar las reclamaciones adicionales de Robins sobre los daños a sus perspectivas laborales o la ansiedad. : 439 
La Corte Suprema de los Estados Unidos concedió la petición  de recurso de certiorari de Spokeo y los argumentos orales de un hora se escucharon el 2 de noviembre de 2015, en el que el Procurador General de los Estados Unidos Malcom Stewart se presentó en nombre del gobierno para apoyar a Robins.

## Opinión del Corte
El 16 de mayo de 2016, la Corte Suprema se pronunció a favor de Spokeo,  revocando y remitiendo por una votación de 6 a 2.  El juez Samuel Alito, junto con el presidente de la Corte Suprema, John Roberts, y los jueces Anthony Kennedy, Clarence Thomas, Stephen Breyer, y Elena Kagan, afirmaron que la corte no había demostrado que Robins estuviera legitimado para presentar la demanda en virtud del  Artículo Tercero de la Constitución de los Estados Unidos.  : 439 
La Corte explicó en primer lugar que la Cláusula de Caso o Controversia de la Constitución requiere que cualquier demandante alegue un daño real que sea "concreto y particularizado". Aunque el Noveno Circuito identificó daños particulares para Robins, cometió un error, según la Corte, al no determinar también que esos daños eran "concretos". Aunque daños intangibles como el riesgo pueden ser concretos, la Corte aclaró que las "meras irregularidades procesales" no pueden ser concretas. La Corte remitió el caso para un nuevo juicio sin tomar "ninguna posición sobre si la conclusión final del Noveno Circuito de que Robins alegó adecuadamente un daño era correcta".

### Asentimiento del juez Thomas
El juez Clarence Thomas expresó su acuerdo unánime. Escribió por separado para describir su opinión de que el requisito de "caso o controversia" de la Constitución se basa en la distinción del derecho  anglosajón entre derechos privados y derechos públicos,  según fue expresado por William Blackstone.

### La disidencia del juez Ginsburg
La juez Ruth Bader Ginsburg, a la que se unió Sonia Sotomayor, expresaron su desacuerdo. La juez Ginsburg escribió que estaba de acuerdo con gran parte de la decisión de la Corte, pero que no veía "ninguna razón" para remitir el caso al Noveno Circuito. La juez Ginsburg consideró que las numerosas inexactitudes publicadas por Spokeo perjudicaban concretamente a Robins y, como tal, simplemente habría afirmado. : 441 

## Acontecimientos posteriores
El 15 de agosto de 2017, el Noveno Circuito volvió a admitir la demanda de Robins. El juez O'Scannlain, junto con los mismos jueces que antes, consideró ahora que Robins había alegado un daño suficientemente concreto para establecer un daño real en virtud de la Constitución. Invocando  amicus curiae presentado por la Oficina de Protección Financiera del Consumidor en favor de Robins, el juez O'Scannlain determinó que la publicación de inexactitudes, incluso de carácter halagador, podía perjudicar a un solicitante de empleo. Spokeo volvió a solicitar a la Corte Suprema un recurso de certiorari, que le fue denegado.